# Bažant obecný

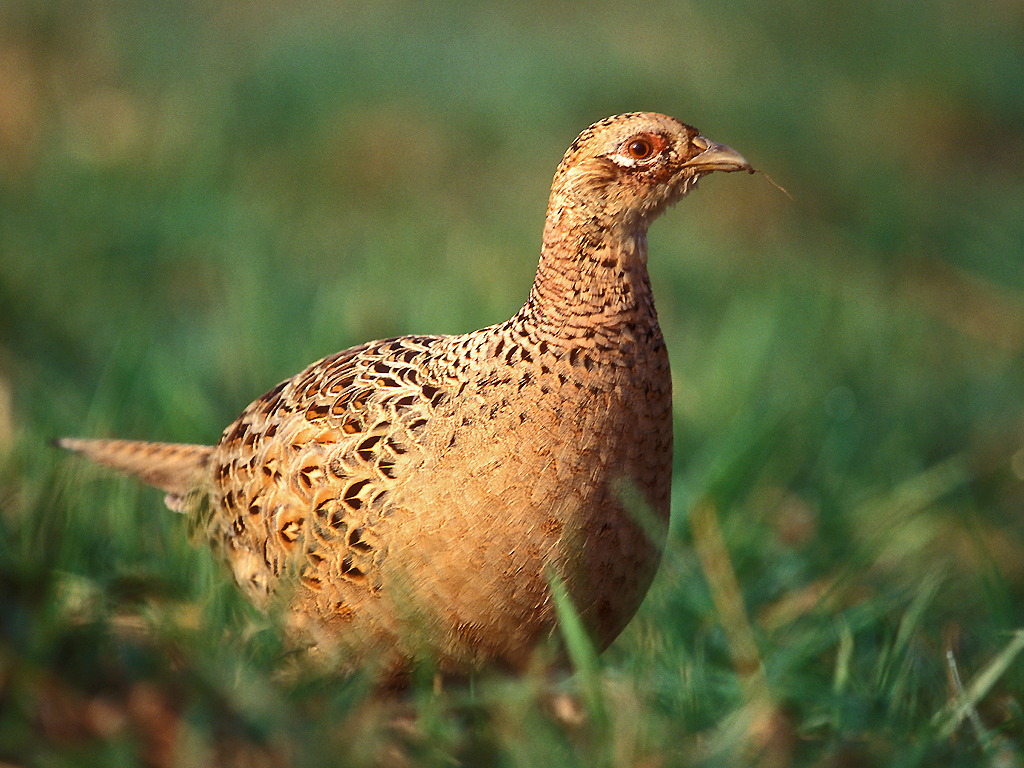
Samice bažanta obecného

Bažant obecný (Phasianus colchicus) je velký, pestře zbarvený pták z řádu hrabavých. Ze svého původního areálu v Asii byl člověkem uměle vysazen do Evropy, Ameriky i Austrálie. Člověkem je využíván jako okrasný pták a lovná zvěř.

## Popis
Bažant obecný patří mezi středně velké druhy bažantů. Má výrazně vyvinutý pohlavní dimorfismus ve velikosti i zbarvení. Kohout dorůstá délky 75–90 cm, z toho však připadá až 40 cm na ocas, slepice měří 55–70 cm a ocas má daleko kratší, asi 25 cm. Hmotnost dosahuje 1,2–1,9 kg, kohouti mají větší hmotnost než slípky. Kuřátka se líhnou po 24 dnech, slepice je zahřívá a vodí za potravou, zpočátku především živočišnou.
Rozdíly jsou patrné zvláště ve zbarvení. Peří slípky má nenápadnou, béžovou nebo světle hnědou barvu s tmavšími skvrnami ve středu jednotlivých per. Břicho je světlejší, na ocase jsou naznačeny nevýrazné proužky.
Naproti tomu kohout je zbarven velmi pestře. Jeho peří má bronzový lesk, na hrudi až dočervena, proužky na ocase jsou tmavě hnědé a mnohem výraznější než u samice. Zvláště nápadné je zbarvení hlavy a krku, které je tmavě modré až černé se zeleným nebo fialovým leskem. U některých poddruhů (např. bažant tádžický a bělokřídlý) toto zbarvení přechází na hruď a břicho. Na temeni má samec vztyčitelné péřové růžky a na tvářích masité, jasně červené laloky. Na nohách má vyvinuté ostruhy. U některých poddruhů je tmavý krk od zbytku těla oddělen bílým obojkem. Bílé znaky mohou být i na ramenou a křídlech. Poddruhy se liší také zbarvením kostřece, který může být hnědý, purpurový, šedomodrý či zelený.

## Poddruhy
Bažant obecný na svém rozsáhlém areálu vytváří řadu poddruhů (uvádí se 27 nebo 31), odlišujících se vzájemně zbarvením i stavbou těla. Všechny poddruhy se mezi sebou mohou plodně křížit. U bažantů, vysazených v Evropě (včetně Česka) či jinde mimo původní areál je příslušnost k poddruhu nejistá a zpravidla se jedná o křížence několika poddruhů. Pozoruhodnou a ojedinělou sbírku poddruhů bažanta obecného vlastní ZOO Plzeň. Mezi nejznámější poddruhy bažanta obecného patří:
- Bažant kolchidský (Phasianus colchicus colchicus)
- Bažant turkménský (P. c. zarudnyi)
- Bažant tádžický (P. c. bianchii)
- Bažant sečuánský (P. c. strauchi)
- Bažant obojkový (P. c. torquatus)
- Bažant bělokřídlý (P. c. chrysomelas)
- Bažant murgabský (P. c. principalis)
- Bažant amurský (P. c. pallasi)
- Bažant tchajwanský (P. c. formosanus)
- Bažant korejský (P. c. karpowi)
- Bažant kirgizský (P. c. mongolicus)

Kromě poddruhů existují také barvené mutace, k nimž patří bílí bažanti (může se jednat o leucismus nebo albinismus), bažanti plaví (Phasianus colchicus mut. isabellinus), jejichž peří je velmi světlé, jakoby vybledlé a bažanti tmaví (P. c. mut. tenebrosus), kteří mají syté, tmavohnědé až černé zbarvení se zelenavým leskem.

## Rozšíření

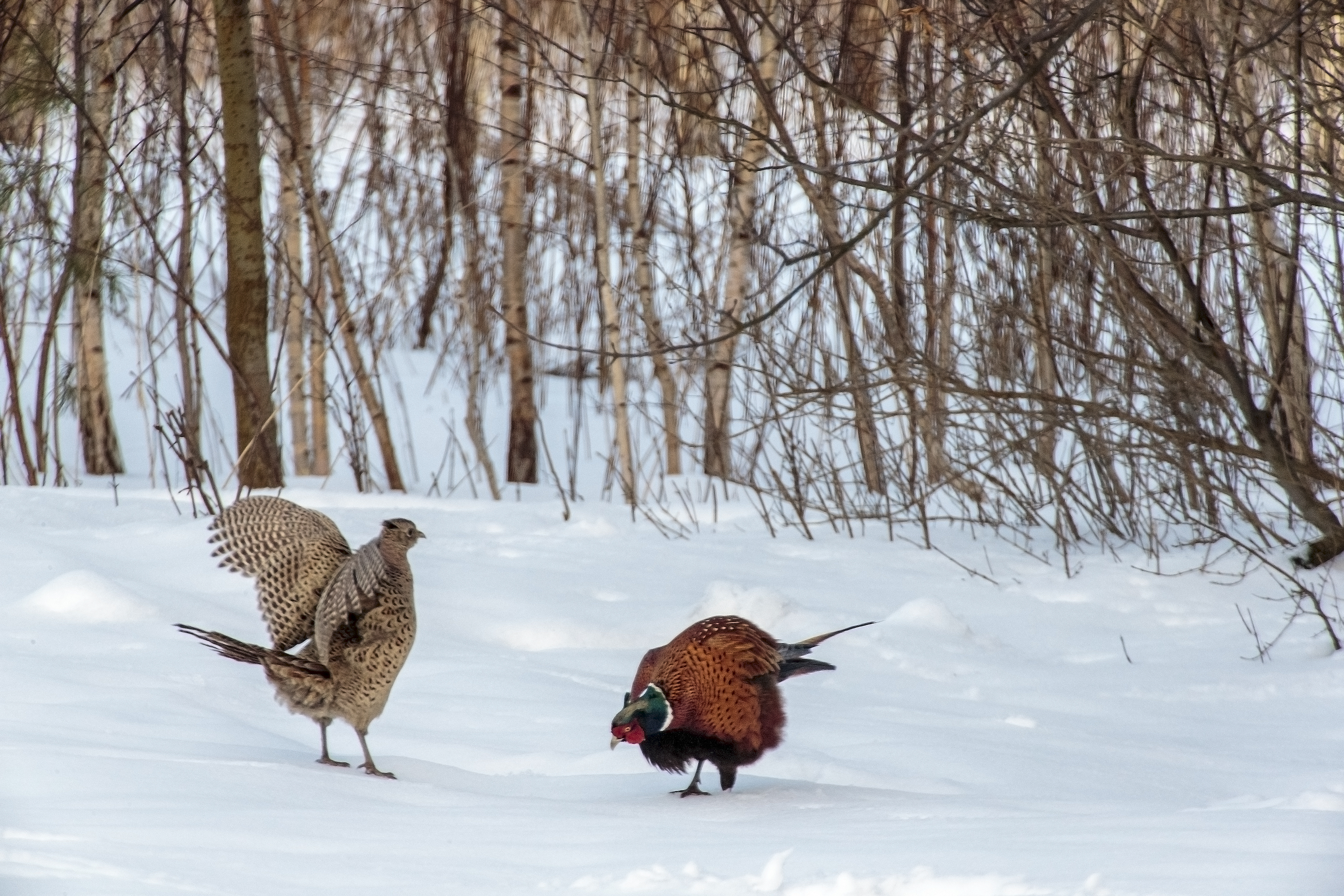
Pár bažantů obecných v zimě (Polsko)

Původní areál bažanta obecného zahrnoval větší část Asie od Gruzie a severovýchodního Turecka přes centrální Asii až do Číny, Vietnamu, Koreje a na jižní Sibiř, kde představuje hranici rozšíření řeka Amur. Vyskytuje se také na ostrovech Tchaj-wan, Hainan a Japonsko.
Již v 5. stol. př. n. l. byl z tehdejší Kolchidy dovezen do Řecka a v 1. století před naším letopočtem také do Itálie. V průběhu středověku se bažant šířil Evropou na sever, v českých zemích je doložen poprvé v roce 1330, kdy nechal císař Ludvík Bavor dovézt do Mnichova bažanty z Čech. Původně byli bažanti v českých zemích chováni pouze v bažantnicích, od 19. století také ve volných honitbách. Populační trend v Česku je stabilní. Bažant představuje naši nejvýznamnější pernatou lovnou zvěř.

## Biotop
Jednotlivé poddruhy bažanta obecného obývají velmi rozmanité prostředí. Na Kavkaze a Střední Asii obývá hlavně křovinaté porosty a pobřežní houštiny na březích řek. V Číně, Koreji a Vietnamu vystupuje vysoko do hor a obývá bambusové porosty. V Evropě jsou jeho životním prostředím především pole, houštiny na polních mezích a malé remízky. Žije také ve světlých lesích, na pasekách a v okolí vodních ploch.

## Způsob života a rozmnožování

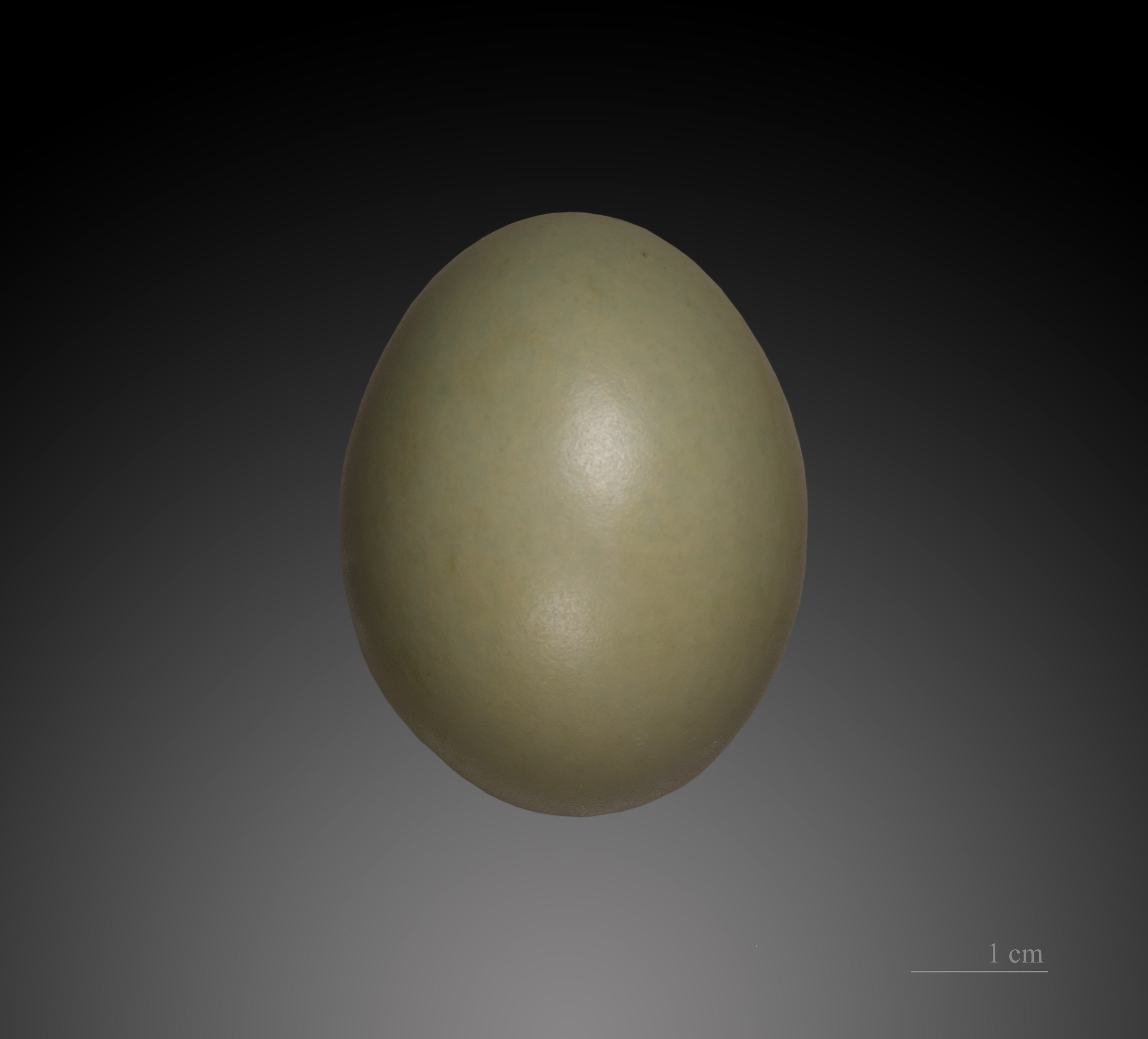
Vejce bažanta obecného

Bažanti jsou stálí ptáci. Kohouti začínají už na podzim vyhledávat hnízdní okrsky. Na jaře, od konce března, je obhajují před soky a shromažďují kolem sebe slípky. Žijí v polygamii. Tok probíhá na zemi, kohout při něm třepe křídly, vztyčuje růžky a roztahuje péřový límec. Ozývá se kokrhavým hlasem známým jako kodrcání. K páření, které je nazýváno ostruhování nebo ošlapování dochází ráno. Slípky si staví hnízdo na zemi, v dírách a houštinách. Snůška činí až 15 vajec, obvykle jich bývá 9–11. Slípka na ně zasedne až po snesení posledního vejce a inkubuje je 25 dnů.
Kuřata jsou nekrmivá, mají béžové prachové peří s černými skvrnami. Jsou velmi citlivá na chlad a provlhnutí. Pokud je studené a deštivé jaro, mnoho kuřat uhyne. Kuřata se v prvním měsíci života živí pouze hmyzem a pavouky, později přecházejí na rostlinnou potravu. Již ve věku dvou týdnů dokáží létat a nocují spolu s matkou na nízkých větvích. Na péči o mláďata se někdy podílí i kohout, hlavně tím, že je hlídá a odhání od nich predátory. S matkou zůstávají mladí bažanti až do září, pak se rozletují a hledají si vlastní okrsky.
Zajímavým životním projevem bažanta je péče o peří, popelení v prašných prohlubních.

## Potrava

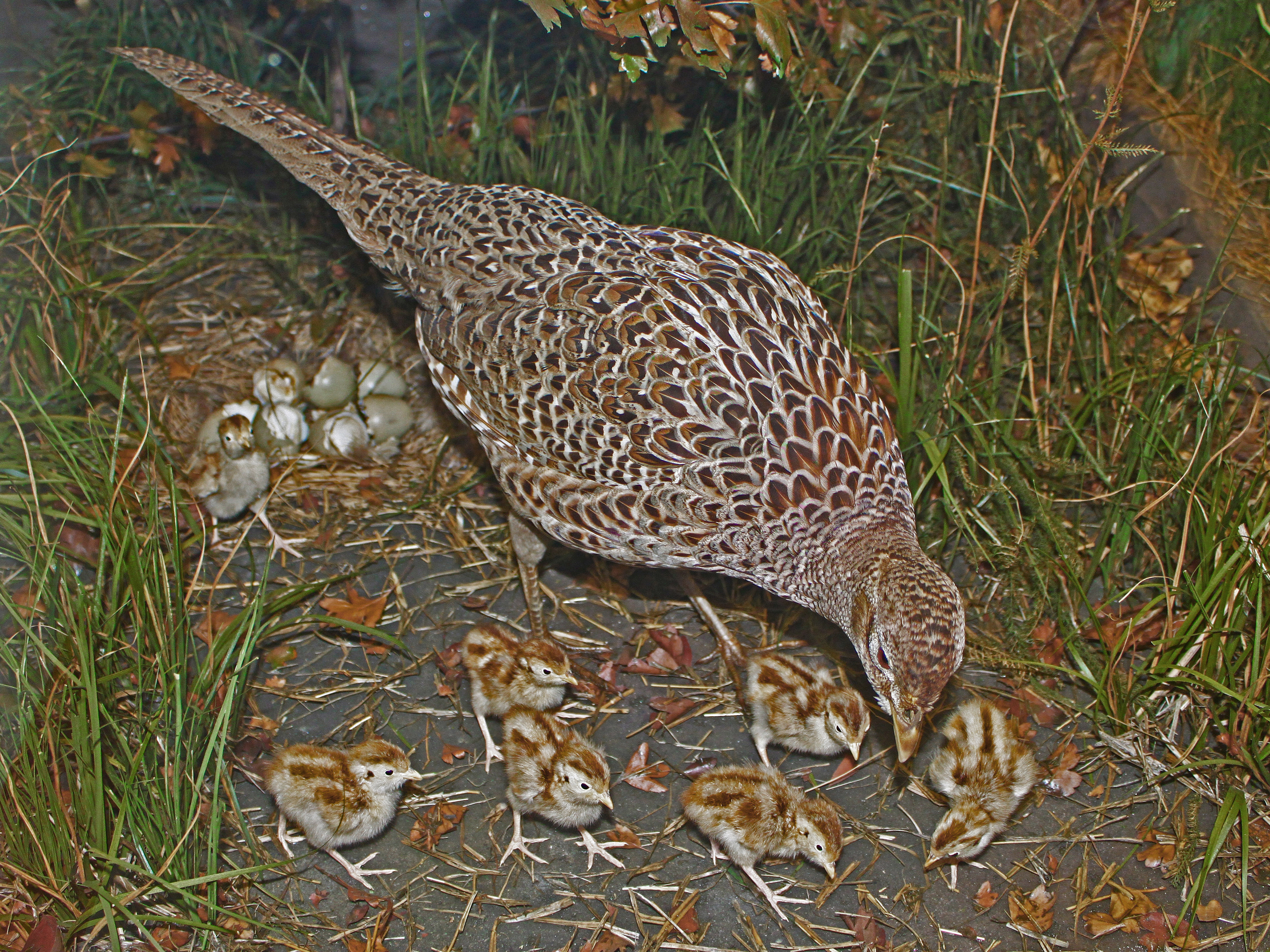
Samice bažanta s kuřaty
(muzejní preparát)

Potrava bažanta obecného je smíšená. Mláďata se živí zejména hmyzem, pavouky a dešťovkami, dospělí jsou však spíše býložraví. Živí se plody, semeny i zelenými částmi rostlin. Polykají poměrně velká sousta – do velikosti žaludu. I dospělí bažanti ale chytají hmyz, dešťovky, ale také měkkýše, ještěrky a mláďata hlodavců.
K rozmělňování potravy ve svalnatém žaludku napomáhají drobné kamínky (gastrolity), které polyká.

## Bažant obecný a člověk

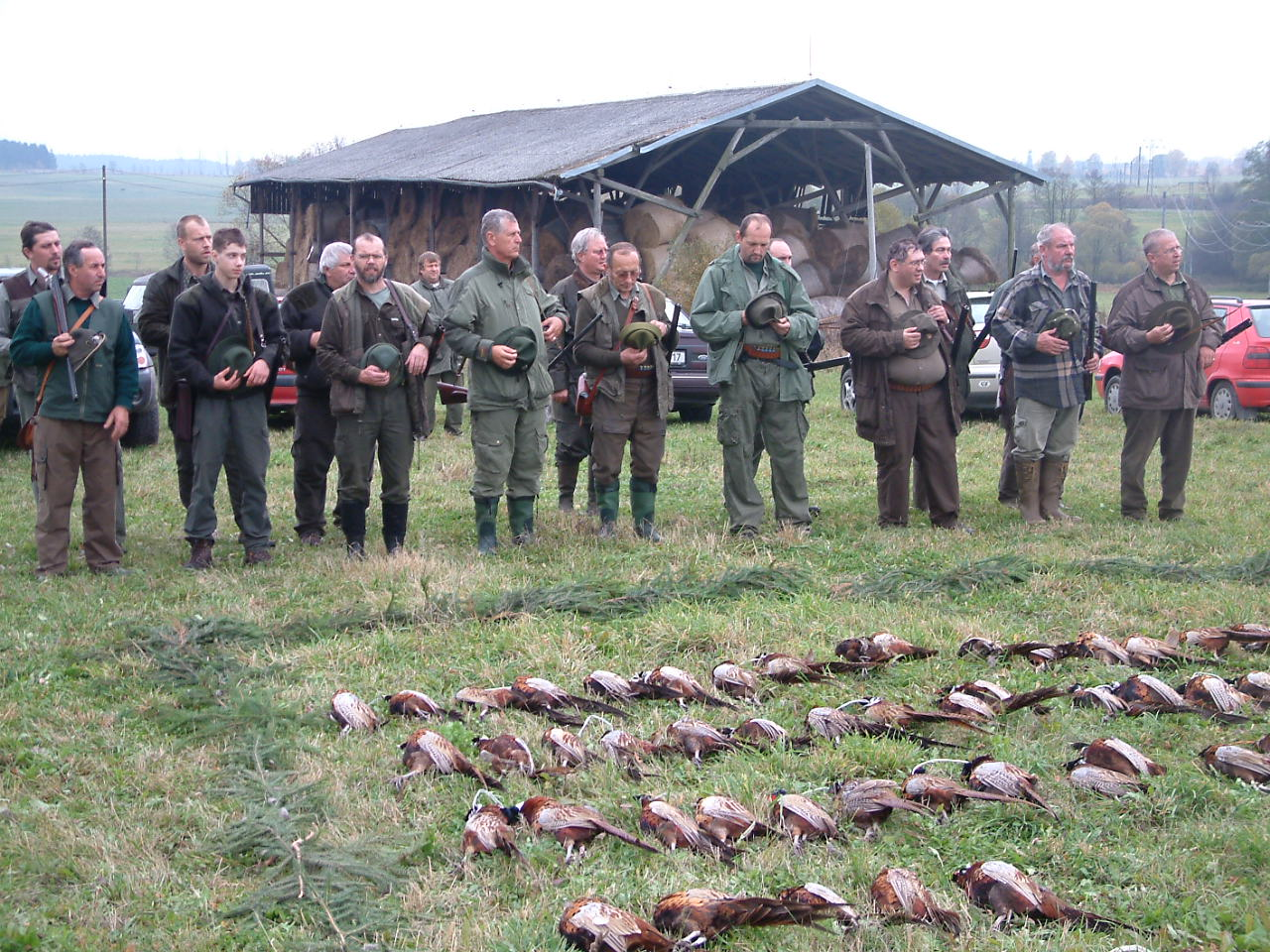
Myslivci po úspěšném bažantím honu

Bažanti člověka odedávna fascinovali svým pestrým peřím. Již ve starověku byli loveni i chováni pro chutné maso. Jako první je dovezli Řekové z území Kolchidy v dnešní Gruzii. Slovo bažant je odvozeno z řečtiny a svůj původ má v názvu řeky Phasis (dnešní Rioni), odkud Řekové bažanty přivezli.
Pro Římany bylo bažantí maso vyhledávanou pochoutkou. Labužníci jeho maso považovali za nejchutnější zvěřinu. Římané bažanty chovali ve voliérách, a také je vykrmovali.
V prvních staletích našeho letopočtu se rozšířili bažanti na území dnešní Francie a Španělska. Dál na sever se bažanti dostali ve středověku, v Čechách jsou poprvé uváděni roku 1330, kdy císař Ludvík Bavor přivezl české bažanty do Mnichova.
Bažanti byli loveni kušemi a od konce 16. století také ručnicemi, což zmiňuje např. Bohuslav Balbín. Bažanti byli tehdy chováni v uzavřených bažantnicích a vypouštěni pouze v době honů. Jednalo se o polokrotké, pomalu létající ptáky, které bylo možno zasáhnout i tehdejšími, nepříliš přesnými zbraněmi (těšínky, pušky s kolečkovým zámkem).
V 18. stol. přestal být odstřel bažantů oblíbený, tehdejší bažantnice připomínaly spíše farmy, bažantí kuřata se odchovávala pod krůtami nebo slepicemi, pak se bažanti vykrmovali a na podzim zabíjeli jako domácí drůbež. Odstřel bažantů byl pokládán za nevhodný, protože broky znehodnocovaly maso.
Teprve v období romantismu začali být bažanti vysazováni ve volných honitbách. Původně byl v Evropě vysazen jen bažant kolchidský, ale v 19. století byly do Evropy dovezeny i další poddruhy bažanta obecného. Zároveň byli bažanti obecní vysazeni v Americe, Austrálii i na Novém Zélandu.
Změny v zemědělství během druhé poloviny 20. století způsobily v mnoha evropských zemích úbytek bažantů. Na rozdíl od zajíců, či koroptví se však bažanti dokázali s těmito změnami lépe vyrovnat.
V současné době jsou bažanti v Česku nejvíce loveným druhem zvěře. Kohouti se loví od 16. října do 31. prosince většinou na společných honech nebo se sokolnickými dravci, v bažantnicích lze lovit kohouty i slepice až do 31. ledna. Roční odstřel se pohybuje kolem půl milionu kusů, v 70. letech 20. století se však v Česku lovilo ročně více než milion bažantů a živí bažanti i jejich maso se též vyváželi do zahraničí. V posledních desetiletích tvoří v České republice i jinde v Evropě většinu ulovených bažantů uměle odchovaní ptáci.